# Cedusa olasca
Cedusa olasca är en insektsart som beskrevs av Kramer 1986. Cedusa olasca ingår i släktet Cedusa och familjen Derbidae. Inga underarter finns listade i Catalogue of Life.